# Сан-Марко-1
Сан-Марко-1 (итал. San Marco 1) или Сан-Марко-А (итал. San Marco A) — первый итальянский спутник, построенный национальной Комиссией по космическим исследованиям (итал. Commissione per le Ricerche Spaziali, CRS) в рамках реализации программы «Сан-Марко».

## Разработка

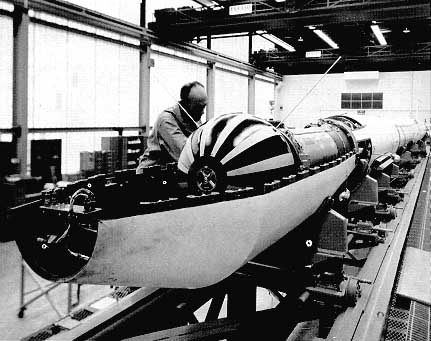
Погрузка спутника в ракету

В 1961 году правительство Италии утвердило план развития собственной спутниковой исследовательской программы, которую предложил CRS. Этот план предусматривал партнёрство с американским космическим агентством НАСА, которое предоставляло ракеты и обучение персонала по осуществлению запусков с космодрома.
Сам спутник был разработан сотрудниками CRS — известными итальянскими учёными и инженерами.

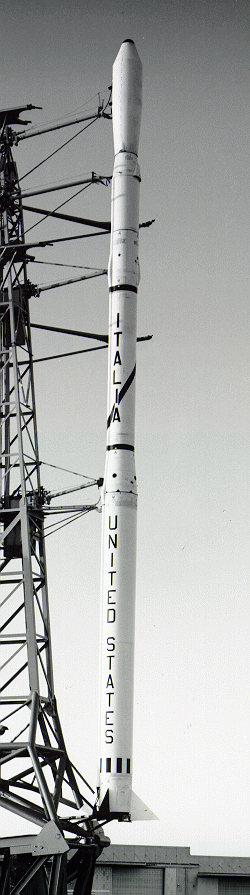
Ракета «Скаут X-4» со спутником на стартовой площадке

## Миссия
Данный спутник, стартовавший с американской пусковой площадки, был призван пополнить опытные данные в условиях реального полёта для того, чтобы в последующем успешно осуществлять запуски с собственного космодрома «Сан-Марко».
После «Сан-Марко-1» последовали ещё четыре спутника этой серии. Их общие цели сводились к проведению ионосферных исследований и иных экспериментов.

## Запуск
Сан-Марко-1 был запущен на околоземную орбиту с помощью ракеты серии «Скаут» с космодрома «Уоллопс» в штате Виргиния, США. Старт состоялся 15 декабря 1964 года. Обратный вход в атмосферу и уничтожение спутника произошло 13 сентября 1965 года. Таким образом, Италия стала пятой страной после СССР, США, Великобритании и Канады, которая запустила свой собственный космический аппарат.